# La fidélité (película)
La fidélité (lit., La fidelidad) es una película dramática francesa de 2000 escrita y dirigida por Andrzej Żuławski y protagonizada por Sophie Marceau, Pascal Greggory y Guillaume Canet. Filmada en localizaciones de París, Fidelity recibió el premio en la categoría de mejor actriz (Sophie Marceau) en el Festival de Cine Romántico de Cabourg y el Cisne Dorado para el director Andrzej Zulawski.

## Sinopsis
Basada en la novela del siglo XVII de Madame de La Fayette La princesa de Clèves, la película relata la historia de una talentosa fotógrafa (Sophie Marceau) que consigue un trabajo lucrativo en París en un tabloide amarillista y se involucra románticamente con un excéntrico editor de libros infantiles (Pascal Greggory) mientras se resiste a los avances sexuales de otro fotógrafo (Guillaume Canet).

## Reparto
- Sophie Marceau es Clélia.
- Pascal Greggory es Clève.
- Guillaume Canet es Némo.
- Michel Subor es Rupert MacRoi.
- Magali Noël es La mère de Clélia.
- Marc François es Saint-André.
- Édith Scob es Diane.
- Marina Hands es Julia.
- Manuel Le Lièvre es Jean.
- Aurélien Recoing es Bernard.
- Jean-Charles Dumay es Antoine.
- Guy Tréjan es Julien Clève.
- Edéa Darcque es Ina.
- Julie Brochen es Genièvre.